# Oponeo.pl
Oponeo.pl – polski sklep internetowy prowadzący sprzedaż produktów motoryzacyjnych, w tym głównie opon i felg. Sklep należy do spółki Oponeo.pl S.A. Obecnie działa ona na rynku polskim oraz na 12 rynkach europejskich (belgijskim, czeskim, niemieckim, irlandzkim, hiszpańskim, francuskim, włoskim, węgierskim, niderlandzkim, austriackim, słowackim oraz brytyjskim). Siedziba firmy mieści się w Bydgoszczy.

## Historia
Historia sklepu ma swój początek w styczniu 1999 roku, kiedy w ramach Citynet Media s.c. powstał portal branżowy opony.com.pl. Kontynuacją działań było uruchomienie w 2001 roku sprzedaży opon i felg przez internet, za pośrednictwem strony opony.com. W 2003 roku z istniejących struktur wyodrębnione zostały serwisy oponiarskie oraz powstała spółka Opony.com Sp. z o.o.

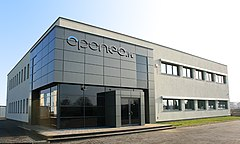
2008 rok - siedziba Oponeo.pl usytuowana przy ulicy Podleśnej 17.

W listopadzie 2006 roku sprzedaż po raz pierwszy przekroczyła 35 tys. opon w ciągu jednego miesiąca, a liczba zarejestrowanych klientów wyniosła 80 tys. W grudniu spółka Opony.com Sp. z o.o. zmieniła nazwę na Oponeo.pl Sp. z o.o. Do przekształcenia na Oponeo.pl S.A. doszło w marcu następnego roku, a już 12 września 2007 roku spółka zadebiutowała na Giełdzie Papierów Wartościowych w Warszawie.
Od 2008 roku siedziba Oponeo.pl znajduje się przy ulicy Podleśnej w Bydgoszczy, gdzie w ciągu kilku lat powstał kompleks budynków o powierzchni ok. 6,6 tys. m² oraz magazyny. Przestrzeń biurowa oferuje pracownikom m.in. restaurację, siłownię, strefę fitness oraz miejsca relaksu.

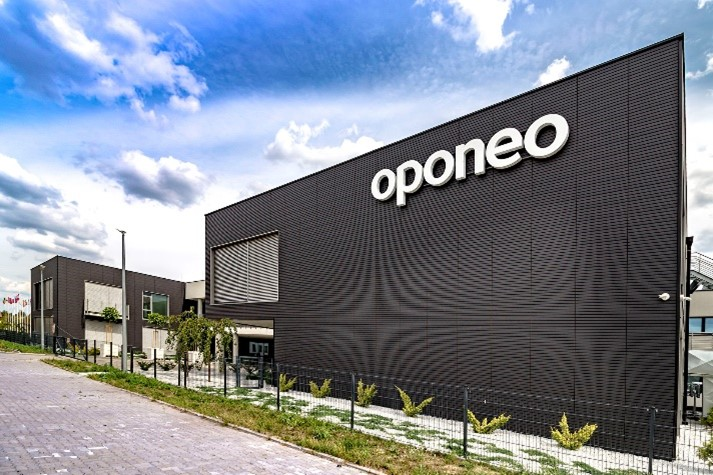
Zmodernizowana i rozbudowana siedziba Oponeo.pl otwarta w 2017 roku.

W 2009 r. spółka uruchomiła swoje pierwsze zagraniczne sklepy internetowe z oponami (w Hiszpanii, Francji, Niemczech i we Włoszech). Rok później rozszerzono działalność o rynek austriacki. W kolejnych latach (2011-2017) otwarto sprzedaż w Wielkiej Brytanii, Holandii, Irlandii, Czechach, Słowacji, Belgii i na Węgrzech.     
W 2016 roku ceny notowanych na GPW akcji Oponeo.pl S.A. wzrosły o 86%. Spółka weszła w skład WIG80, a następnie WIGdiv. W 2019 roku przychody ze sprzedaży wzrosły w stosunku do roku poprzedniego o 14,1%, wynosząc 962 mln złotych. W tym okresie sprzedano ponad 3,9 mln sztuk opon oraz 139 tys. felg, głównie na rynku krajowym.
W kolejnych latach Oponeo.pl S.A. umacniało swoją pozycję rynkową, corocznie odnotowując wzrosty zysków netto. W 2021 roku, kiedy firma obchodziła 20 urodziny, zysk netto był o 95,65% wyższy niż w roku poprzedzającym. Mimo spadków na rynku w 2022 roku Oponeo.pl S.A. wypracowało przychody rzędu 1 695 103 tys. zł.

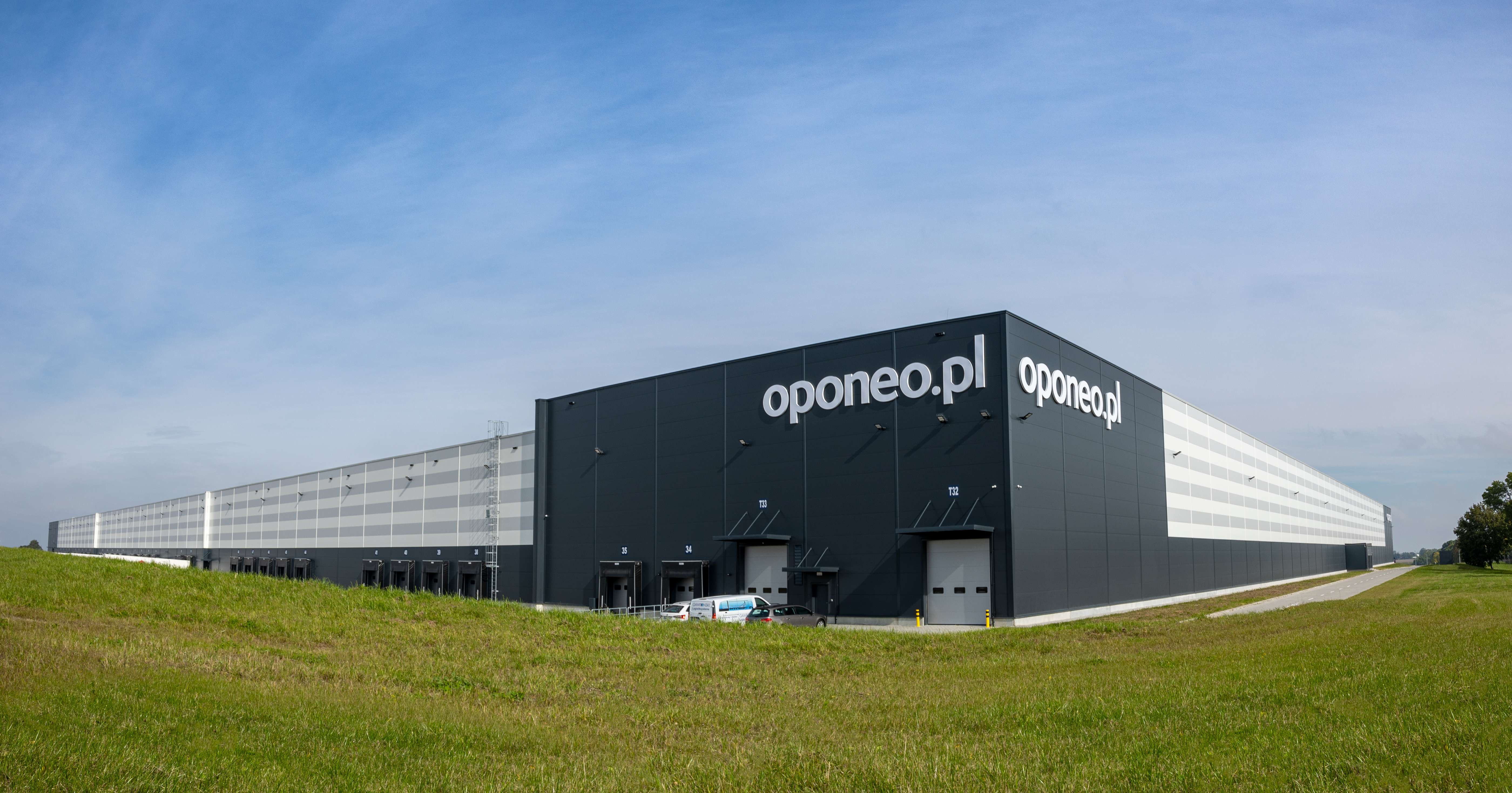
Działające od 2022 roku centrum logistyczne Oponeo.pl w Zelgoszczy.

W maju 2022 roku centrum logistyczne Oponeo.pl zostało przeniesione do nowego punktu w Zelgoszczy koło Łodzi. Uruchomiono tam nowoczesny magazyn o powierzchni ponad 72 tys. m², który w 2024 roku został rozbudowany o 32.000m2.
W 2023 roku Oponeo.pl osiągnęło przychody na poziomie 1 511 916 tys. zł, przekraczając tym samym próg półtora miliarda złotych ze sprzedaży. W 2024 roku tendencja wzrostowa została utrzymana, przychody wzrosły do 1 658 611 tys. zł.
Rozwój Spółki obrazują dane statystyczne dotyczące sukcesywnego wzrostu zatrudnienia. Pod koniec 2023 roku Grupa zatrudniała 562 osoby, a w 2024 roku liczba pracowników zwiększyła się do 603.
Poza działalnością e-commerce Oponeo.pl od lat prowadzi bloga na temat opon i motoryzacji, a także udostępnia bazę niezależnych opinii. Od 2017 roku przeprowadza Ranking Miast Przyjaznych Kierowcom. Spółka angażuje się także w działania na rzecz Bydgoszczy. Od 2022 roku prowadzi ogólnopolską kampanię ekologiczną Kręci Nas Recykling, polegającą na zachęcaniu do odpowiedzialnej utylizacji zużytych opon w zamian za realne działania na rzecz środowiska, takie jak sadzenie drzew.

## Grupa Kapitałowa Oponeo.pl S.A.
W czasie powstawania Oponeo.pl S.A. powołano do istnienia również Grupę Kapitałową Oponeo.pl. W jej skład wchodzą obecnie spółki zależne:
- Opony.pl Sp. z o.o. z siedzibą w Bydgoszczy. Oponeo.pl S.A. sprawuje kontrolę nad spółką Opony.pl Sp. z o.o. od 25 lutego 2010 roku i jest w posiadaniu 100% udziałów w kapitale podstawowym jednostki zależnej.
- Oponeo.co.uk LTD z siedzibą w Londynie, Anglia. Oponeo.pl S.A. sprawuje kontrolę nad spółką Oponeo.co.uk LTD od 30 lipca 2012 roku i jest w posiadaniu 100% udziałów w kapitale podstawowym jednostki zależnej.
- Oponeo.de GmbH z siedzibą w Berlinie, Niemcy. Oponeo.pl S.A. sprawuje kontrolę nad spółką Oponeo.de GmbH od 06 września 2012 roku i jest w posiadaniu 100% udziałów w kapitale podstawowym jednostki zależnej.
- Hurtopon.pl Sp. z o.o. z siedzibą w Bydgoszczy. Oponeo.pl S.A. sprawuje kontrolę nad spółką Hurtopon.pl Sp. z o.o. od 20 grudnia 2013 roku i jest w posiadaniu 100% udziałów w kapitale podstawowym jednostki zależnej.
- Dadelo S.A. z siedzibą w Bydgoszczy. Oponeo.pl S.A. sprawuje kontrolę nad spółką Dadelo S.A. od dnia 24 lipca 2017 roku i od dnia 11 lutego 2021 roku jest w posiadaniu 59,53% akcji w kapitale podstawowym Dadelo S.A.
- Oponeo International Sp. z o.o. z siedzibą w Bydgoszczy. Oponeo.pl S.A. sprawuje kontrolę nad spółką Oponeo International Sp. z o.o. od 01 czerwca 2020 roku i jest w posiadaniu 100% udziałów w kapitale podstawowym jednostki zależnej.
- Rotopino.pl S.A. z siedzibą w Bydgoszczy. Oponeo.pl S.A. sprawuje kontrolę nad spółką Rotopino.pl S.A. od dnia 29 grudnia 2020 roku i jest w posiadaniu 100% akcji w kapitale podstawowym Rotopino.pl S.A.[25]

## Serwisy internetowe

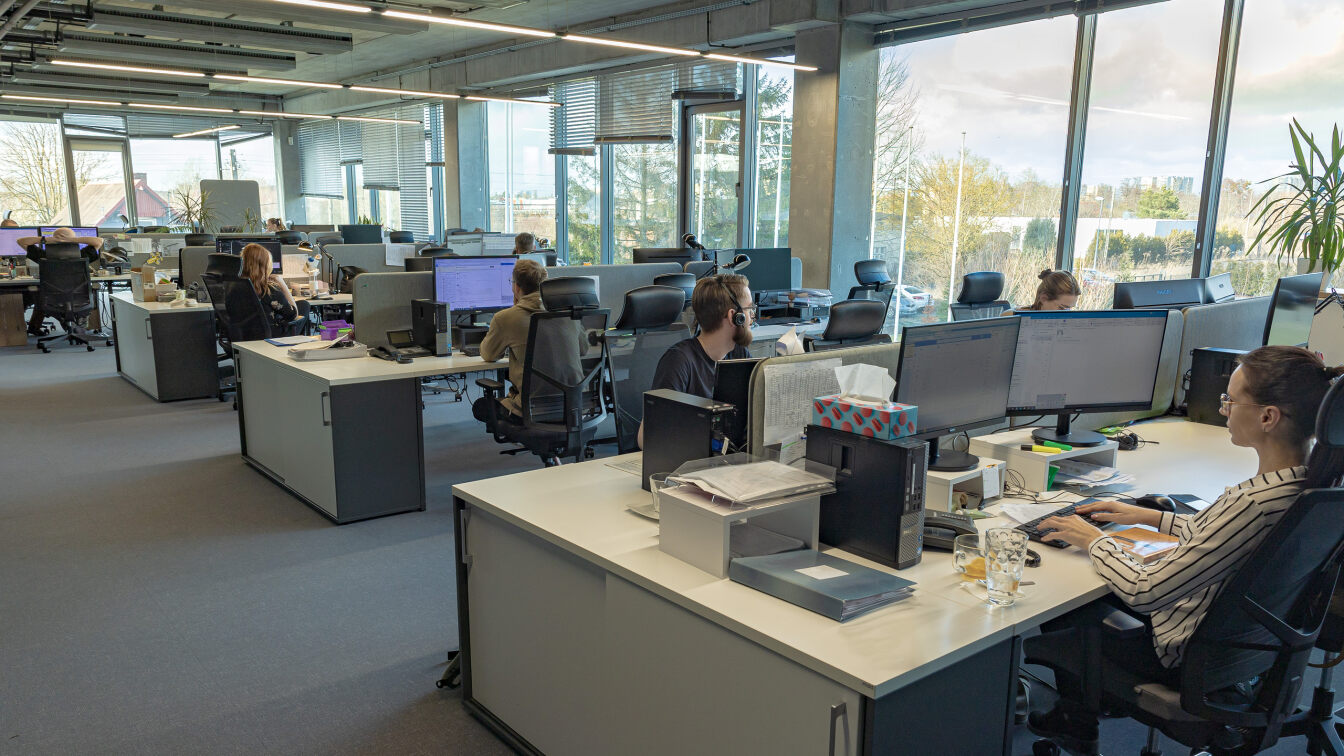
Call center Oponeo.pl pomaga klientom z 13 krajów.

Oprócz głównego portalu, który jest jednocześnie marką spółki – oponeo.pl, firma posiada zagraniczne sklepy z oponami: oponeo.de, oponeo.es, oponeo.fr, oponeo.it, oponeo.at, oponeo.co.uk, oponeo.nl, oponeo.ie, oponeo.cz, oponeo.sk, oponeo.be i oponeo.hu.                             
Call center sklepu obsługuje klientów z 12 krajów. Oponeo.pl od 2010 roku rozwija także współpracę z serwisami partnerskimi. Obecnie polscy klienci mogą korzystać z usług 1282 warsztatów w całym kraju, w których wymieniane są zamówione opony. Na wszystkich rynkach liczba warsztatów przekracza 6 tysięcy.
Do Grupy Kapitałowej Oponeo.pl S.A. należą także inne serwisy z zakresu e-commerce, w tym m.in. sklep rowerowy CentrumRowerowe.pl, należący do spółki Dadelo S.A. oraz sklep z elektronarzędziami i narzędziami narzędzia.pl, którego właścicielem jest Rotopino.pl S.A..

## Liczba sprzedanych opon
| Rok  | Rynek polski | Rynki zagraniczne |
| ---- | ------------ | ----------------- |
| 2007 | 372 949      | -                 |
| 2008 | 553 231      | -                 |
| 2009 | 411 400      | 12 326            |
| 2010 | 675 637      | 88 979            |
| 2011 | 619 229      | 144 494           |
| 2012 | 638 468      | 181 932           |
| 2013 | 815 663      | 233 009           |
| 2014 | 936 837      | 372 047           |
| 2015 | 1 179 565    | 542 699           |
| 2016 | 1 726 958    | 583 530           |
| 2017 | 2 365 121    | 681 205           |
| 2018 | 2 825 140    | 690 632           |
| 2019 | 3 264 567    | 725 935           |
| 2020 | 3 379 486    | 875 578           |
| 2021 | 4 064 428    | 862 842           |
| 2022 | 3 888 891    | 827 856           |
| 2023 | 3 791 797    | 706 829           |
| 2024 | 4 217 822    | 742 417           |

Źródło: Oponeo.pl S.A.

## Centrum logistyczne

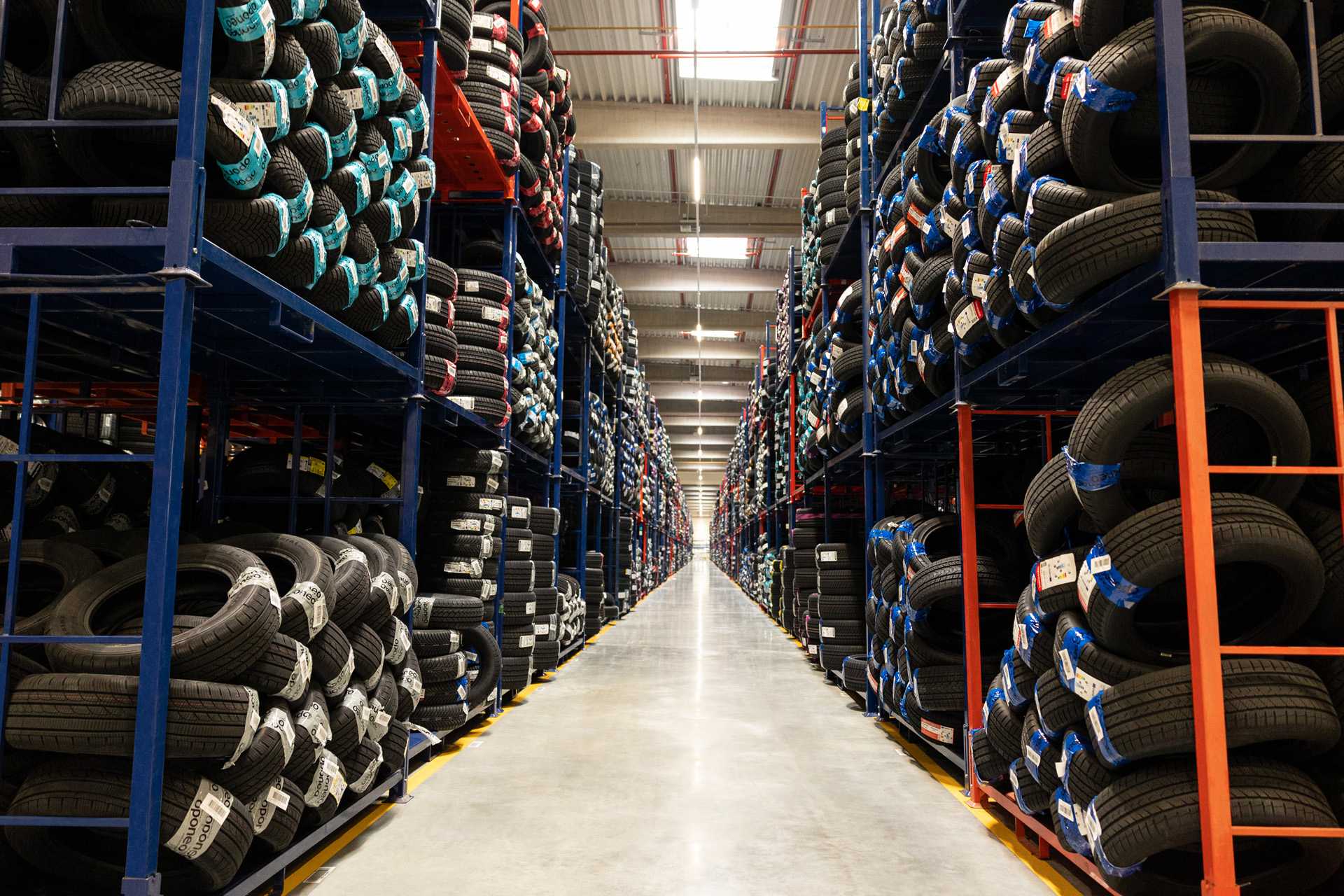
Centrum logistyczne Oponeo.pl jest w stanie pomieścić prawie 2 mln opon.

Od maja 2022 r. Oponeo.pl S.A. korzysta wyłącznie z nowoczesnego centrum logistycznego w Zelgoszczy koło Łodzi.. Początkowo powierzchnia magazynowa wynosiła 72 tys. m², jednak w 2024 roku została rozbudowana i obecnie przekracza 100 tys. m², co pozwala na składowanie aż 1,8 miliona opon oraz około 200 tysięcy sztuk felg. Z magazynu może być wysyłanych nawet 60 tysięcy opon dziennie.  
Wcześniej od czerwca 2016 r. do maja 2022 r. Oponeo.pl S.A. korzystało z własnego centrum logistycznego, znajdującego się na terenie Bydgoskiego Parku Przemysłowo-Technologicznego. Początkowo powierzchnia centrum wynosiła 12,5 tys. m², a po rozbudowie w kolejnych latach – 28 tys. m². Drugi punkt dystrybucji znajdował się pod Wrocławiem. Centra logistyczne magazynowały opony (do 1,25 mln sztuk) i felgi. W ciągu jednego dnia wysyłanych było do 40 tys. opon.

## Wybrane dane finansowe
|                                    | 2024    | 2023    | 2022    | 2021    | 2020    | 2019   | 2018   | 2017   | 2016   | 2015   | 2014   | 2013   | 2012   | 2011   | 2010   | 2009  | 2008  | 2007  |
| ---------------------------------- | ------- | ------- | ------- | ------- | ------- | ------ | ------ | ------ | ------ | ------ | ------ | ------ | ------ | ------ | ------ | ----- | ----- | ----- |
| Przychody ze sprzedaży (w tys. zł) | 2114326 | 1871968 | 1695103 | 1514546 | 1063260 | 962058 | 842956 | 708466 | 545809 | 416501 | 322735 | 259094 | 207082 | 170964 | 144142 | 85664 | 94282 | 64818 |
| Zysk (strata) netto (w tys. zł)    | 89476   | 54494   | 42281   | 62826   | 32110   | 20246  | 16393  | 17525  | 15962  | 10273  | 4249   | 3393   | 1359   | 7453   | 7440   | 1933  | 6004  | 4146  |
| Aktywa razem (w tys. zł)           | 809932  | 679064  | 687499  | 618708  | 381304  | 346950 | 300469 | 273839 | 225623 | 139106 | 121188 | 108162 | 105987 | 108366 | 68665  | 59564 | 63445 | 52219 |
| Kapitał własny (w tys. zł)         | 321214  | 288039  | 364 261 | 350 496 | 226 332 | 172179 | 163074 | 151604 | 131238 | 80593  | 72083  | 70136  | 76161  | 78494  | 58441  | 51128 | 49109 | 44384 |

Źródło: ir.oponeo.pl

## Nagrody i wyróżnienia
2024 rok:
- wyróżnienie w kategoriach "ESG i CSR" oraz "Motoryzacja" w konkursie PR Wings za kampanię „Kręci nas recykling”[36]
- wyróżnienie w kategorii "Community Engagement" w konkursie CSR Poland Awards 2024 organizowanym przez Fundację Poland Business Run za kampanię „Kręci nas Recykling”[37]
- Wyróżnienie dziennikarzy Gazety Pomorskiej „Złota Setka Pomorza i Kujaw”[38]
- Laureat Diamenty Forbesa 2024[39]

2023 rok:
- II miejsce w kategorii "Motoryzacja" w Rankingu sklepów internetowych 2023 Opineo[40]
- I miejsce w konkursie semKRK Awards 2023 w kategorii "Najlepsza kampania SEO"[41]

2022 rok:
- nagroda Bridgestone[42]
- nagroda Konsumencki Lider Jakości 2022
- II miejsce w kategorii "Motoryzacja" w Rankingu sklepów internetowych 2022 Opineo[43]

2021 rok:
- Wielki Brylant 2021[44]
- Nagroda Goodyear 2021
- I miejsce w kategorii "Motoryzacja" w Rankingu sklepów internetowych 2021 Opineo[45]
- nagroda Gepard Biznesu 2021[46]

2020 rok:
- Orły Biznesu – w kategorii „Lider Biznesu” województwa kujawsko-pomorskiego[47]

2019 rok:
- I miejsce na liście diamentów Forbesa w kategorii firm o przychodach przekraczających 250 mln zł w województwie Kujawsko-Pomorskim[48].
- tytuł Brązowego Mecenasa Sportu podczas Gali Bydgoskiego Sportu[49]
- tytuł Firma Wysokiej Reputacji przyznawany przez instytucje Premium Brand[50]
- I miejsce na liście diamentów Forbesa dla firm z województwa kujawsko-pomorskiego[51]

2018 rok:
- nagroda Digital Shapers dla Dariusza Topolewskiego w kategorii Transformacja cyfrowa[52],
- wyróżnienie w XI edycji Konkursu Brylanty Polskiej Gospodarki[53],
- wyróżnienie w VI edycji Konkursu Światowa Firma Worldwide Company[54],
- nagroda Geparda Biznesu[55].

2017 rok:
- III miejsce na liście diamentów Forbesa w kategorii firm o przychodach przekraczających 250 mln zł w województwie Kujawsko-Pomorskim[56].

2016 rok:
- Nagroda w konkursie Orzeł Eksportu w kategorii Najdynamiczniejszy Eksporter w województwie Kujawsko-Pomorskim, organizowanym przez dziennik Rzeczpospolita[57],

- I miejsce w kategorii „Motoryzacja” w Rankingu sklepów internetowych 2016 Opineo.pl[58].

2015 rok:
- Ceryfikat Członkowski Polskiego Klubu Jakości dla Oponeo.pl S.A. przyznany przez Polski Klub Jakości,

- Nominacja do Nagrody Prestiżu Renoma Roku 2015 w kategorii Przedsiębiorca dla Dariusza Topolewskiego Prezesa Zarządu Oponeo.pl S.A.[59],

- I miejsce w kategorii „Motoryzacja” w Rankingu sklepów internetowych 2015 Opineo.pl[60].

2014 rok:
- I miejsce w rankingu sklepów internetowych Opineo.pl w kategorii „motoryzacja”[61],

- spółka otrzymała certyfikat „Firmy Przyjaznej Nauce” od Politechniki Łódzkiej za współpracę przy międzynarodowym projekcie badawczym.

2013 rok:
- nagroda Gazele Biznesu[62],

- I miejsce dla Dariusza Topolewskiego w plebiscycie na menadżera roku[63],

- V miejsce w rankingu sklepów internetowych portalu Money.pl[64].

2012 rok:
- I miejsce w najlepszej 10 sklepów w kategorii „Motoryzacja” przyznawane przez Opineo.pl oraz Skąpiec.pl[65],

- IV miejsce wśród sklepów specjalistycznych w rankingu Money.pl i Gazety Wyborczej[66],

- nagroda Gazele Biznesu[62].

## Sport
Od sezonu 2018/2019 spółka jest sponsorem kobiecej drużyny siatkarskiej KS Pałac Bydgoszcz. Za tę współpracę Oponeo.pl S.A. została nagrodzona tytułem brązowego mecenasa bydgoskiego sportu.
Wsparcie od firmy otrzymują również młode piłkarki z lokalnej drużyny UKS Tęcza Bydgoszcz, a także przygotowujący się do Igrzysk Paraolimpijskich w Paryżu w 2024 r. Rafał Wilk.
Spółka jest współorganizatorem akcji „Oponeo Wakacje z Chemikiem”, w ramach której dzieci i młodzież uczestniczą w bezpłatnych treningach piłkarskich, prowadzonych przez Bydgoski Klub Sportowy „Chemik”.
Od 2016 roku organizowana jest ogólnopolska akcja „Oponeo wspiera młodych”, w której młodzieżowe drużyny piłkarskie z całego kraju otrzymują wsparcie finansowe. W 2017 roku spółka była strategicznym partnerem akcji „Uśmiechnięty Dzień”. Angażuje się także w takie projekty jak „Sportowe Lato z Oponeo i Akademią Sportu Bergovia” oraz „Wakacje z AP Małych Mistrzów”.
Oponeo jest zaangażowane od 2013 r. w rozwój motorsportu, m.in. przez działalność stowarzyszenia Oponeo Motorsport. Zrzesza ono kierowców rajdowych i wyścigowych. Jest organizatorem treningów oraz szkoleń na licencje wyścigowe dla zawodników. Włącza się w akcje społeczne na rzecz bezpieczeństwa w ruchu drogowym. Prowadzi także własny zespół rajdowy. W latach 2014–2016 Oponeo sponsorowało Folkrace Oponeo Cup, amatorskie wyścigi na torze szutrowo-asfaltowym dla zawodników posiadających licencję wyścigową BC. Impreza miała rangę Mistrzostw Okręgu Bydgoskiego. Od 2016 do 2019 zajmowało się także organizacją i promocją cyklu Mistrzostw Polski Rallycross. Oponeo pełniło rolę sponsora tytularnego imprezy od 2017 do 2019 roku. Poza eventami krajowymi, zawodnicy teamu Oponeo, brali również udział w Mistrzostwach Litwy Rallycross, Mistrzostwach Czech Rallycross, Baltic Series Rallycross Cup oraz Mistrzostwach Europu Środkowej FIA CEZ. W latach 2021 oraz 2022 team Oponeo uczestniczył w prestiżowych zawodach o randze europejskiej FIA European Rallycross Championship, ścigając się z sukcesami na torach m.in. Francji, Szwecji, Norwegii, Portugalii czy Belgii. Firma Oponeo.pl cały czas pozostaje związana z rajdowym środowiskiem oraz angażuje się w różne formy wsparcia dla motorsportu.

## Działalność społeczna i ekologiczna
Spółka Oponeo.pl S.A. od lat angażuje się w projekty społeczne realizowane lokalnie a także w skali ogólnopolskiej. Wsparła między innymi działania UNICEF, biorąc udział w latach 2022 i 2021 w projekcie „Prezenty bez Pudła”.
Od 2017 r. na łamach bloga Oponeo.pl publikowany jest „Ranking miast przyjaznych kierowcom”, w ramach którego gromadzone są aktualne dane na temat sytuacji drogowej w największych miastach w Polsce. Jednocześnie firma angażuje się w akcje społeczne na rzecz bezpieczeństwa w ruchu drogowym, m.in. „50+ na drodze” i „Moda na odblaski”.
Oponeo.pl S.A. prowadzi również proekologiczną, ogólnopolską kampanię „Kręci Nas Recykling”, podczas której prowadzone są zbiórki odpadów, w tym zużytego ogumienia. Za każde zebrane 4 opony firma sadzi drzewo.W 2022 roku zebrano 11 487 zużytych opon, co umożliwiło posadzenie 2 872 drzew. W kolejnym roku liczba opon wzrosła do 14 929, dzięki czemu posadzono 3 732 drzewa. W 2024 roku zebrano już 18 956 opon, co przełożyło się na 4 739 nowych drzew. Natomiast w 2025 roku udało się zebrać aż 25 tysięcy opon, co pozwoli na zasadzenie 6 279 drzew, wyraźnie przewyższając wyniki z lat ubiegłych.
W ramach działań proekologicznych spółka Oponeo.pl prowadzi od 2021 roku własną pasiekę pod nazwą „Pasieka Podleśna”.